# Колеж
Колежът (от френски: college) е вид учебно заведение, което най-често дава висше или средно образование. В някои страни обаче това може да означава училище с по-ниска степен на образование или дори детска градина.

## История
Най-старите университети във Великобритания – Кеймбриджкият и Оксфордският – са се оформили исторически около самостоятелни (тогава религиозни) колежи, които продължават и до днес да бъдат отделни административни единици в състава на университетите.

## България
Колежът е училище в системата на висшето или професионалното образование в България.
Като висше училище колежът провежда 3-годишно обучение и дава образователно-квалификационна степен „професионален бакалавър“. При определени условия могат да обучават студенти и за степен магистър.
В професионалните колежи се приемат лица със завършено средно образование. Колежите провеждат обучение със срок до 2 години и дават 4-та степен на професионална квалификация.
От гледна точка на нормативната уредба колежите от първия вид работят по Закона за висшето образование, а професионалните колежи – по Закона за професионалното образование и обучение и Закона за народната просвета.
Изключение прави запазеното традиционно име на средното училище Американски колеж в София.